# 五日广场

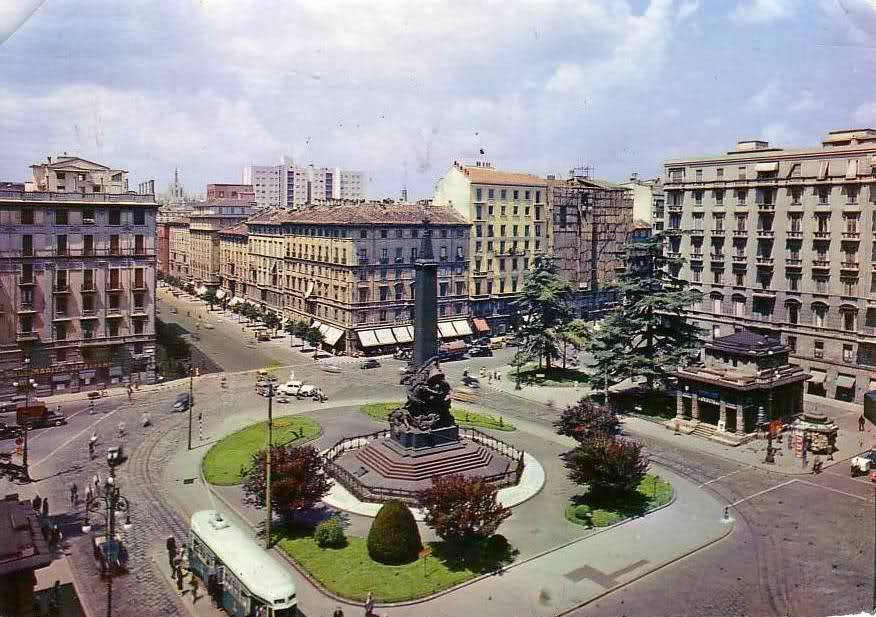
五日广场

五日广场（Piazza Cinque Giornate）是米兰的一个广场，位于胜利门（Porta Vittoria）。中心是纪念“米兰五日”的大型纪念碑，作者是朱塞佩·格兰迪，立于1895年3月18日。

## 历史
广场上曾经矗立着胜利门（Porta Vittoria），为威尼斯门（Porta Venezia）的一个分支，几个世纪以后，重要性有所提高，遂于19世纪上半叶重建。1848年“米兰五日”和意大利统一以后，此门改名为胜利门，以庆祝拉德茨基和奥地利人的胜利。统一20年后（1881年），朱塞佩·格兰迪赢得了设计五日纪念碑的比赛，1894年12月完成. 但是在1895年3月18日正式揭幕前不幸去世。